# 规范场论
规范场论（英語：gauge theory）是基于对称变换可以局部也可以全局地施行这一思想的一类物理理论。规范场论可分为阿贝尔规范场论和非阿贝尔规范场论。非阿贝尔群（非交换对称群）的规范场论最常見的例子为杨-米尔斯理论。
物理系統往往用在某种变换下不变的拉格朗日量表述，当变换在每一时空点同时施行，它们有全局对称性。规范场论推广了这一思想，它要求拉格朗日量必须也有局部对称性——应该可以在时空的特定区域施行这些对称变换而不影响到另外一个区域。这个要求是广义相对论的等效原理的一个推广。
规范“对称性”反映了系统表述的一个冗余性。
规范场论在物理学上的重要性，在于其成功為量子电動力学、弱相互作用和强相互作用提供了一个统一的数学形式化架构——标准模型。這套理論精确地表述了自然界的三種基本力的实验预测，它是一个规范群为SU(3)×SU(2)×U(1)的规范场论。像弦论这样的现代理论，以及广义相对论的一些表述，都是某种意义上的规范场论。
有时，规范对称性一词被用于更广泛的含义，包括任何局部对称性，例如微分同胚。该术语的这个含义不在本条目使用。

## 简史
詹姆斯·麦克斯韦的电动力学是最早包含规范对称性的物理理论。
馬克士威在他的論文裏特別提出，该理論源自開爾文男爵於1851年發現的關於磁矢勢的數學性質。:198-199但是，该对称性的重要性在早期的表述中没有被注意到。大衛·希爾伯特假設在座標變換下作用量不變，由此推導出愛因斯坦場方程時，但他也沒有注意到對稱性的重要。
之後，赫尔曼·外尔试图统一广义相对论和电磁学，他猜想「Eichinvarianz」或者说尺度（“规范”）变换下的「不变性」可能也是广义相对论的局部对称性。后来发现该猜想将导致某些非物理的结果。但是在量子力学发展以后，外尔、弗拉基米尔·福克和弗里茨·伦敦实现了该思想，但作了一些修改（把缩放因子用一个复数代替，并把尺度变化变成了相位变化—一个U(1)规范对称性），這相應於帶电荷的量子粒子其波函数受到电磁场的影响，給定了一个漂亮的解释。这是第一个规范场论。泡利在1940年推动了该理论的传播。
1954年，为解决一些基本粒子物理中的巨大混乱，杨振宁和罗伯特·米尔斯引入非交换规范场论，來建構將核子绑在原子核中的强相互作用的模型。（Ronald Shaw，在阿卜杜勒·薩拉姆指導下，在他的博士论文中独立地引入了相同的概念。）通过推广电磁学中的规范不变性，他们试图构造基于（非交换的）SU(2)对称群在同位旋质子和中子对上的作用的理论，类似于U(1)群在量子电动力学的旋量场上的作用。在粒子物理中，重点在於量子化规范场论。
该思想后来被发现能够用于弱相互作用的量子场论，以及它和电磁学的电弱統一理论中。当人们意识到非交换规范场论能够导出渐近自由的时候，规范场论变得更有吸引力，因为渐近自由被认为是强相互作用的一个重要特点—因而推动了寻找强相互作用的规范场论的研究。这个理论现在称为量子色动力学，是一个SU(3)群作用在夸克的色荷上的规范场论。标准模型用规范场论的语言统一了电磁力、弱相互作用和强相互作用的表述。
1970年代迈克尔·阿蒂亚爵士提出了研究经典杨-米尔斯方程的数学解的计划。
1983年，阿蒂亚的学生西蒙·唐納森在这个工作之上证明了光滑4-流形的可微性分类和同胚性分类非常不同。麥可·弗里德曼采用唐納森的工作证明奇異R4的存在，也就是，歐幾里得4维空间上的奇异微分结构。这导致对于规范场论作為數學理論的兴趣逐漸增加，独立于它在基础物理中的成功。
1994年，爱德华·威滕和内森·塞伯格发明了基于超对称的规范场技术，使得特定拓扑不变量的计算成为可能。这些数学上的成果也导致了对该领域的新兴趣。

## 经典规范场论

### 电磁学中的简单的规范对称性的例子
电路中接地的定义是规范对称性的一个例子；当线路所有点的电位升高相同的值时，电路的行为完全不变；因为电路中的电位差不变。该事实的一个常见释例是栖息在高压电线上的鸟不会遭电击，因为鸟对地绝缘。
这称为整体规范对称性Trefil,1983。电压的绝对值不是真实的；真正影响电路的是电路组件两端的电压差。接地点的定义是任意的，但一旦该点确定了，则该定义必须全局的采用。
相反，如果某个对称性可以从一点到另一点任意的定义，它是一个局域规范对称性。

### 一个例子：标量 O(n) 规范场论
本节要求一些经典或量子场论的知识，以及拉格朗日量的使用。
本节中的定义：规范群，规范场，相互作用拉格朗日量，规范玻色子
下面解释了局域规范不变性可以从整体对称性质启发式地“导出”，并且解释了它如何导向原来不相互作用的场之间的相互作用。
考虑n个无相互作用的标量场，它们有相同的质量m。该系统用一个作用量表示，它是每个标量场φi的作用量之和
{\displaystyle {\mathcal {S}}=\int \,d^{4}x\sum _{i=1}^{n}{\frac {1}{2}}\partial _{\mu }\varphi _{i}\partial ^{\mu }\varphi _{i}-{\frac {1}{2}}m^{2}\varphi _{i}^{2}.}
拉格朗日量可以简明的写作
{\displaystyle \ L={\frac {1}{2}}(\partial _{\mu }\Phi )^{T}\partial ^{\mu }\Phi -{\frac {1}{2}}m^{2}\Phi ^{T}\Phi }
这是通过引入一个场的向量
{\displaystyle \ \Phi =(\varphi _{1},\varphi _{2},\ldots ,\varphi _{n})^{T}.}
现在很明顯地，拉格朗日量在下面的变换中不变
{\displaystyle \Phi \mapsto G\Phi }
只要G是一个常数 矩阵，且属于n-乘-n 正交群 O(n)。此為这个拉格朗日量的全局对称性，而对称群经常称为规范群，在G-結構數學理論中則被稱為結構群。巧合的是，诺特定理蕴含着该变换群作用下的不变量导致如下的流的守恒
{\displaystyle \ J_{\mu }^{a}=i\partial _{\mu }\Phi ^{T}T^{a}\Phi }
其中Ta矩阵是SO(n)群的生成元。每个生成元有一个守恒流。
现在，要求这个拉格朗日量必须有局域O(n)-不变性要求G矩阵（原来是常数）必须允许成为时空坐标x的函数。
不幸的是，G矩阵无法“穿遞”给导数。当G = G(x)，
{\displaystyle \ \partial _{\mu }(G\Phi )^{T}\partial ^{\mu }G\Phi \neq \partial _{\mu }\Phi ^{T}\partial ^{\mu }\Phi .}
為了修正這個失誤，我們定義新的“导数”D
{\displaystyle \ D_{\mu }(G(x)\Phi (x))=G(x)D_{\mu }\Phi .}
可以验证这样一个“导数”（称为协变导数）有以下形式
{\displaystyle \ D_{\mu }=\partial _{\mu }+gA_{\mu }(x)}
其中规范场 A(x)定义为有如下变换律的场
{\displaystyle \ A_{\mu }(x)\mapsto G(x)A_{\mu }(x)G^{-1}(x)-{\frac {1}{g}}\partial _{\mu }G(x)G^{-1}(x)}
而g为耦合常数 - 定义一个相互作用强度的量。
规范场{\displaystyle \ A_{\mu }(x)}是李代数的一个元素，因此可以展开为
{\displaystyle \ A_{\mu }(x)=\sum _{a}A_{\mu }^{a}(x)T^{a}}
所以相互独立的规范场和李代数的生成元一样多。
最后，我们有了一个局域规范不变的拉格朗日量
{\displaystyle \ L_{\mathrm {loc} }={\frac {1}{2}}(D_{\mu }\Phi )^{T}D^{\mu }\Phi -{\frac {1}{2}}m^{2}\Phi ^{T}\Phi .}
泡利把应用到象{\displaystyle \Phi }这样的场上的变换称为第一类规范变换，而把{\displaystyle A}中的补偿变换称为第二类规范变换。

标量玻色子通过规范玻色子而相互作用的费曼图

这个拉格朗日量和初始的全局规范不变的拉格朗日量的区别可以视为相互作用拉格朗日量
{\displaystyle \ L_{\mathrm {int} }={\frac {g}{2}}\Phi ^{T}A_{\mu }^{T}\partial ^{\mu }\Phi +{\frac {g}{2}}(\partial _{\mu }\Phi )^{T}A^{\mu }\Phi +{\frac {g^{2}}{2}}(A_{\mu }\Phi )^{T}A^{\mu }\Phi .}
為了引入局部规范不变性，结果導致了n个标量场之间的相互作用。在这个经典场论的量子化版本中，规范场A(x)的量子称为规范玻色子。相互作用拉格朗日量在量子场论中的解释是标量玻色子通过交换这些规范玻色子来相互作用。

### 规范场的拉格朗日量
我们关于经典规范理论的图像基本完成了，还剩协变导数D的定义，为此我们必须知道规范场 A(x) 在所有时空点的值。由其手工的设置这个场的值，它可以通过一个场方程的解给出。再进一步要求产生这个场方程的拉格朗日量也是局部规范不变的，规范场拉格朗日量可以（传统地）写作
{\displaystyle \ L_{\mathrm {gf} }=-{\frac {1}{4}}\operatorname {Tr} (F^{\mu \nu }F_{\mu \nu })}
其中
{\displaystyle \ F_{\mu \nu }=[D_{\mu },D_{\nu }]}
而跡在场的向量空间上取。此即為楊-米爾斯作用量。
注意在这个拉格朗日量中，没有一个场{\displaystyle \Phi }的变换抵消了{\displaystyle A}的变换。该项在规范变换中的不变性是前面经典（几何）对称性的特殊情况。该对称性必须被限制以施行量子化，这个过程被称为规范固定，但是即使在限制之后，规范变换还是可能的。
O(n)规范场论的拉格朗日量现在成了
{\displaystyle \ L=L_{\mathrm {loc} }+L_{\mathrm {gf} }=L_{\mathrm {global} }+L_{\mathrm {int} }+L_{\mathrm {gf} }}

### 例子：电动力学
作为前面章节中发展的形式化表述的简单应用，考虑电动力学的情形，只考虑电子场。产生电子场的狄拉克方程的最简单作用量可寫成
{\displaystyle {\mathcal {S}}=\int {\bar {\psi }}(i\gamma ^{\mu }\partial _{\mu }-m)\psi \,d^{4}x.}
该系统的全局对称性是
{\displaystyle \ \psi \mapsto e^{i\theta }\psi .}
这里的规范群是U(1)，也就是场的相位角，带一个常数{\displaystyle \,\theta }。
“局部”化这个对称性意味着用{\displaystyle \,\theta (x)\,}取代{\displaystyle \,\theta }。
一个合适的共变导数是
{\displaystyle \ D_{\mu }=\partial _{\mu }+ieA_{\mu }.}
将“荷” e视为通常的电荷（这也是规范理论中这个术语的使用的来源），而把规范场A(x)视为电磁场的電磁四維势得到一个相互作用拉格朗日量
{\displaystyle \ L_{\mathrm {int} }={\bar {\psi }}(x)\gamma ^{\mu }\psi (x)A_{\mu }(x)=J^{\mu }(x)A_{\mu }(x).}
其中J(x)是通常的电流密度的四維向量。规范原理因而可以视作以一种自然的方式引入了电子场與电磁场間的最小耦合。
像古典電動力學一樣，以場強度張量形式加入规范场A(x)的拉格朗日量，可以得到在量子电动力学中作为起点的拉格朗日量。
{\displaystyle \ L={\bar {\psi }}(i\gamma ^{\mu }D_{\mu }-m)\psi -{\frac {1}{4}}F_{\mu \nu }F^{\mu \nu }.}

## 数学形式化
规范理论通常用微分几何的语言讨论。数学上，一个规范就是某个主叢的（局部）截面的一个选择。一个规范变换也就是兩個截面間的變換。
注意，虽然规范理论被联络的研究占据了大部分（主要是因为它主要在高能物理中研究），联络這個概念一般而言其非规范理论的中心概念。事实上，一般规范理论的一个结果表明规范变换的仿射表示（也就是仿射模）可以分类到一种满足特定属性的节丛的截面。有些表示在每一点共变（物理学家称其为第一类规范变换），有些表示象联络形式一样变换（物理学家称其为第二类规范变换，一种仿射表示），还有其它更一般的表示，例如BF理论中的B场。当然，我们可以考虑更一般的非線性表示（实现），但那很复杂。但是，非线性σ模型的变换是非线性地，所以它们也有用处。
若我们有一个主丛P其底空间是空间或时空而结构群是一个李群，则P的截面组成一个规范变换群的主齊性空間。
我们可以在该主丛上定义一个联络（规范联络），这可以在每个配丛上产生一个共变导数∇。若我们选择一个局部标架（截面的局部基），我们就可以用联络形式A表示这个共变导数，一個值為李代数的1-形式，在物理学中称为规范势，它显然不是内在性质，而是一个依赖于标架的选择的量。从这个联络形式，我们可以构造曲率形式F，这是一个值為李代数的2-形式，这是一个内在量，定义为
{\displaystyle \mathbf {F} =d\mathbf {A} +\mathbf {A} \wedge \mathbf {A} }
其中 d 代表外微分而{\displaystyle \wedge }代表楔积。
无穷小规范变换形成一个李代数，可以被一个光滑李代数值的标量，ε所刻畫。在这样一个无穷小规范变换下，
{\displaystyle \delta _{\varepsilon }\mathbf {A} =[\varepsilon ,\mathbf {A} ]-d\epsilon }
其中{\displaystyle [\cdot ,\cdot ]}是李括号。
一个有趣的结果是，若{\displaystyle \delta _{\varepsilon }X=\varepsilon X}，则{\displaystyle \delta _{\varepsilon }DX=\varepsilon DX} 其中D是共变导数
{\displaystyle DX\equiv dX+\mathbf {A} X.}
而且，{\displaystyle \delta _{\varepsilon }\mathbf {F} =\varepsilon \mathbf {F} }，这意味着F共变地变换。
並非所有的规范变换都可以用无穷小规范变换生成；例如，当底流形是一个无边界的紧致流形，且从该流形到李群的映射的同伦类非平凡的时候。参看瞬子（instanton）中的例子。
杨-米尔斯作用现在可以如下给出
{\displaystyle {\frac {1}{4g^{2}}}\int \operatorname {Tr} [*F\wedge F]}
其中 * 代表霍奇对偶而积分和在微分几何中的定义一样。
一个规范-不变量也就是在规范变换下的不变量的例子是威尔逊环（Wilson loop），它定义在闭合路径γ上，定义如下：
{\displaystyle \chi ^{(\rho )}\left({\mathcal {P}}\left\{e^{\int _{\gamma }A}\right\}\right)}
其中χ是複表示ρ的特征标；而{\displaystyle {\mathcal {P}}}表示路径排序算子。

## 规范理论的量子化
專用來量子化任何量子场论的方法也可用来量子化规范理论。但是，因为规范约束（参看上面的数学表述一节）的微妙性，會出現很多在其他场论不存在的技術问题，待為解決。同时，规范理论的更丰富的结构简化了一些计算：例如Ward恒等式联系了不同的重整化常数。

### 方法和目标
第一个量子化的规范理论是量子电动力学（QED）。为此发展的最初的方法涉及规范固定和施行标准量子化。Gupta-Bleuler方法也被发展出来用于处理这个问题。非交换规范理论现在用很多不同的方法处理。量子化的方法在量子化条目有介绍。
量子化的要点，在于能够计算理论所允许的各种過程的量子振幅。技术上，它们簡化为在真空态下的特定相关系数函数的计算。这涉及到理论的重整化。
当理论的變動耦合足够小时，所有需要计算的量可以用微扰理论计算。设计用于简化这样的计算的量子化方案（例如标准量子化）可以称为微扰量子化方案。现在一些这种方法导致了规范理论的更精确的试验测试。
但是，在多数规范理论中，有很多有趣的问题是非微扰的。设计用于这些问题的量子化方案可以称为非微扰量子化方案（像是格點規範場論）。这样的方案的精确计算经常需要超級大量地计算，因而目前比其他方案的发展要少。

### 反常
一些理论经典的对称性在量子理论中不再成立—这个现象称为一个反常。最出名的包括：
- 共形反常，它导致了一个變動耦合常数。在QED中，这导致了朗道奇点（Landau pole）。在量子色动力学（QCD）中，这导致渐近自由。
- 手征反常，出现在费米子手性或者向量场论中。这通过瞬子的概念而和拓扑有紧密的关联。

在QCD中，这个反常导致了π介子衰变成为两个光子。
- 规范反常，在任何自洽的物理理论中必须消去。在电弱理论中，这个消去要求夸克和轻子数量相等。

## 参看
- 标准模型，电弱理论，量子色动力学
- 量子规范理论
- 库仑规范，洛伦茨规范，外尔规范
- 规范共变导数
- 卡魯扎-克萊因理論
- 大一統理論
- 萬有理論